# Cladopelma galeator
Cladopelma galeator är en tvåvingeart som först beskrevs av Henry Keith Townes, Jr. 1945.  Cladopelma galeator ingår i släktet Cladopelma och familjen fjädermyggor. Inga underarter finns listade i Catalogue of Life.